# Barbie e as Agentes Secretas
Barbie: Spy Squad (prt/bra: Barbie e as Agentes Secretas) é um filme de animação estadunidense de 2016 produzido pela Mattel Entertainment, distribuído pela Universal Studios e estrelado pela boneca Barbie. Foi dirigido por Conrad Helten, com roteiro creditado a Marsha Griffin e Kacey Arnald. A história segue Barbie e suas duas melhores amigas, Teresa e Renee, que chamam a atenção de uma super-secreta agência de espionagem que as convidam para entrar no caso de um roubo de pedras preciosas.
Barbie e as Agentes Secretas estreou nos cinemas da Polônia em 15 de janeiro de 2016 e em 1 de março de 2016 nos Estados Unidos, sendo neste diretamente em vídeo juntamente com sua linha de produtos licenciados. No Brasil, o filme estreou em 7 de abril de 2016, sendo exibido nos cinemas exclusivamente pela rede Cinépolis. O filme contém a voz de Erica Lindbeck como Barbie na versão original. O longa-metragem se converteu no trigésimo segundo lançamento da série cinematográfica animada por computador de Barbie.

## Enredo
Na história, Barbie e suas melhores amigas Teresa e Renee se transformam de atletas em agentes secretas, nesta empolgante aventura cheia de ação! Quando suas habilidades de ginástica chamam a atenção de uma agência de espionagem ultrassecreta, as garotas logo são convocadas para investigar um roubo de pedras precisas e perseguir a gatuna responsável. Com equipamentos de alta tecnologia, disfarces totalmente na moda e fofos bichinhos-robôs, será que elas vão conseguir provar que podem solucionar o caso? Com inteligência e trabalho de equipe, essas garotas estão prontas para qualquer missão!

## Lançamento
O primeiro trailer de Barbie e as Agentes Secretas foi disponibilizado com destaque nos DVDs de Barbie: Rock 'N Royals e Barbie e suas Irmãs em Uma Aventura de Cachorrinhos. O filme estreou primeiramente na Polônia em 15 de janeiro de 2016, sendo exibido nos cinemas. Nos Estados Unidos e Canadá, o filme foi lançado normalmente diretamente em vídeo. No Reino Unido, o longa estreou em DVD em 15 de janeiro de 2016, no entanto foi exibido nos cinemas em 23 de janeiro e 24 de janeiro de 2016 em circuito limitado. Em Portugal, o filme estreou nos cinemas em 24 de março de 2016, com uma promoção onde a Mattel procurava uma mini agente secreta.